# Santuário de Nossa Senhora da Conceição (Belém da Paraíba)

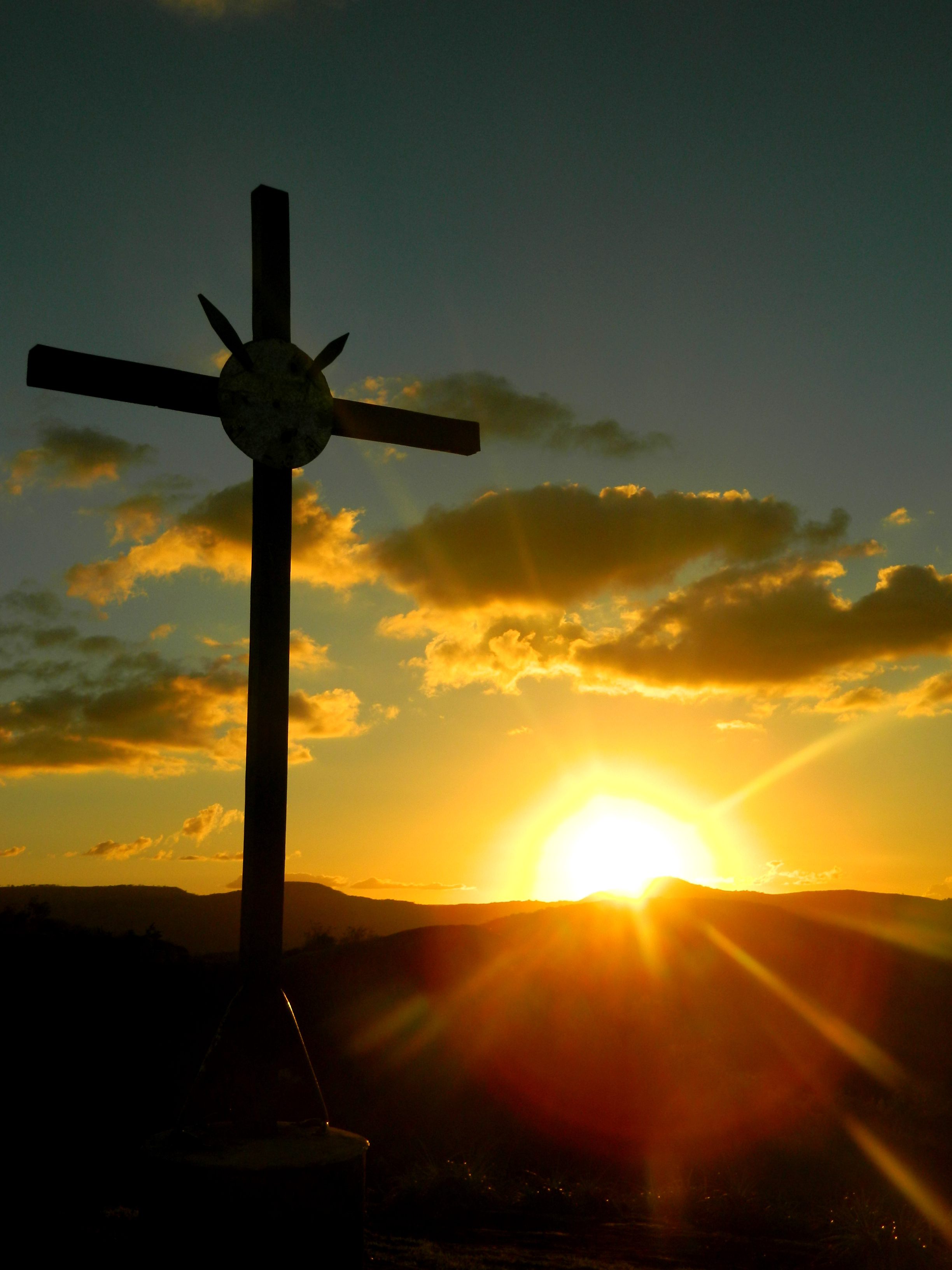
Cruzeiro na Pedra do Cordeiro, local onde está sendo construído o Santuário Nossa Senhora da Conceição em Belém (Paraíba)

O Santuário de Nossa Senhora da Conceição, atualmente em fase de construção, está localizado no limite entre os municípios paraibanos de Belém e Bananeiras, encravado na chamada Pedra do Cordeiro. No local, onde já existe um antigo cruzeiro, será erguido um monumento de 16 metros de altura (somado à base de cinco metros) dedicado a Nossa Senhora da Conceição.
Em homenagem a padroeira de Belém (Paraíba), o Santuário de Nossa Senhora da Conceição foi idealizado pela Paróquia Sagrada Família de Belém (Paraíba), pertencente à Diocese de Guarabira, durante a administração paroquial do Padre Cícero Roberto de Araújo.

## História

### Cruzeiro na Pedra do Cordeiro

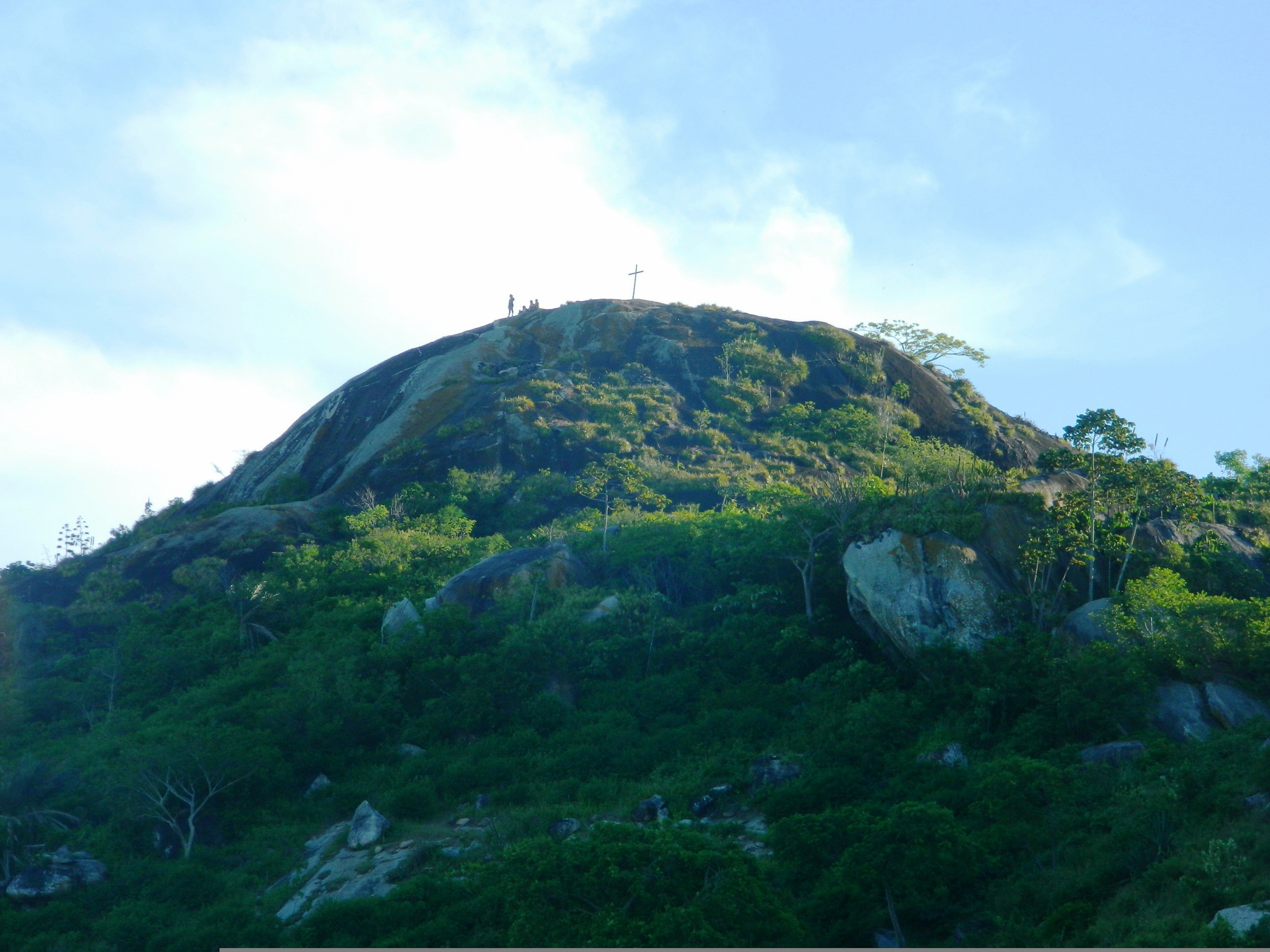
Pedra do Cordeiro, em Belém da Paraíba.

No ano de 1961, foi erguida uma pequena cruz de madeira na Pedra do Cordeiro em memória do adolescente José Carlos Cruz, vítima de um atropelamento naquele mesmo ano na cidade de Belém (Paraíba). Na ocasião, o cruzeiro recebeu a bênção do padre Francisco de Assis Costa, da Paróquia de Pirpirituba, conferindo o status de local de peregrinação.
Com o cruzeiro construído no início da década de 1960, a Pedra do Cordeiro, local onde está sendo edificado o Santuário de Nossa Senhora da Conceição de Belém (Paraíba), tornou-se um local de romaria da população belenense até os dias atuais.

### Pedra do Cordeiro: um leprosário ao ar livre
Entre o século XIX e início do século XX, os abrigos rochosos em grande quantidade nos arredores da Pedra do Cordeiro foram utilizados pelos moradores como leprosários, ou seja, como locais onde eram colocados os doentes atingidos pela lepra, nome pelo qual era conhecida a hanseníase, doença atualmente curável. Além das vítimas da hanseníase, os moradores contaminados pela varíola (bexiga) e outras doenças contagiosas também eram isolados nas grutas.
Os enfermos eram praticamente abandonados nos abrigos rochosos da região da Pedra do Cordeiro, ficando sob os cuidados de um “tratador (a)”, geralmente uma pessoa idosa que levava roupas e mantimentos deixando-os próximos aos abrigos, de onde saía o enfermo para recolher o material. Era comum ao “tratador (a)” incensar o trajeto até onde eram deixados os mantimentos. As vítimas fatais da doença contagiosa, e sem cura à época, eram enterradas nos próprios abrigos.

### Sessão especial na Câmara Municipal

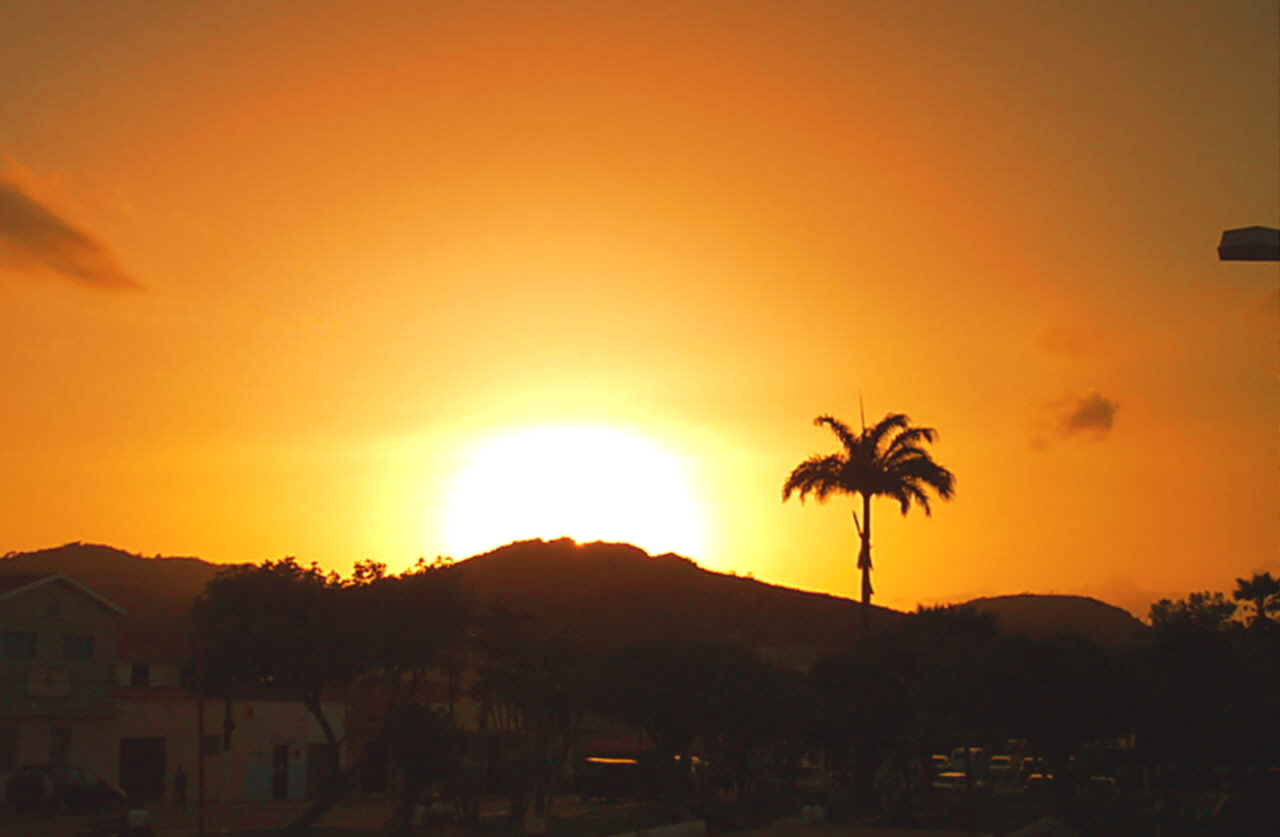
Pôr do sol em Belém. Ao fundo a Pedra do Cordeiro.

Em novembro de 2013, a Câmara Municipal de Belém (Paraíba) realizou uma sessão especial para debater junto com a comunidade local à construção do Santuário de Nossa Senhora da Conceição na Pedra do Cordeiro, antigo local de peregrinação dos moradores.
Na ocasião, o Pe. Cícero destacou que além da edificação de um santuário religioso, o qual está na rota de outros santuários católicos na região como o Memorial Frei Damião, o objetivo é transformar o local em um parque ecológico, devido aos atrativos ambientais da área constituída por formações rochosas e vegetação da caatinga.

### Romarias ao Santuário
1ª Romaria

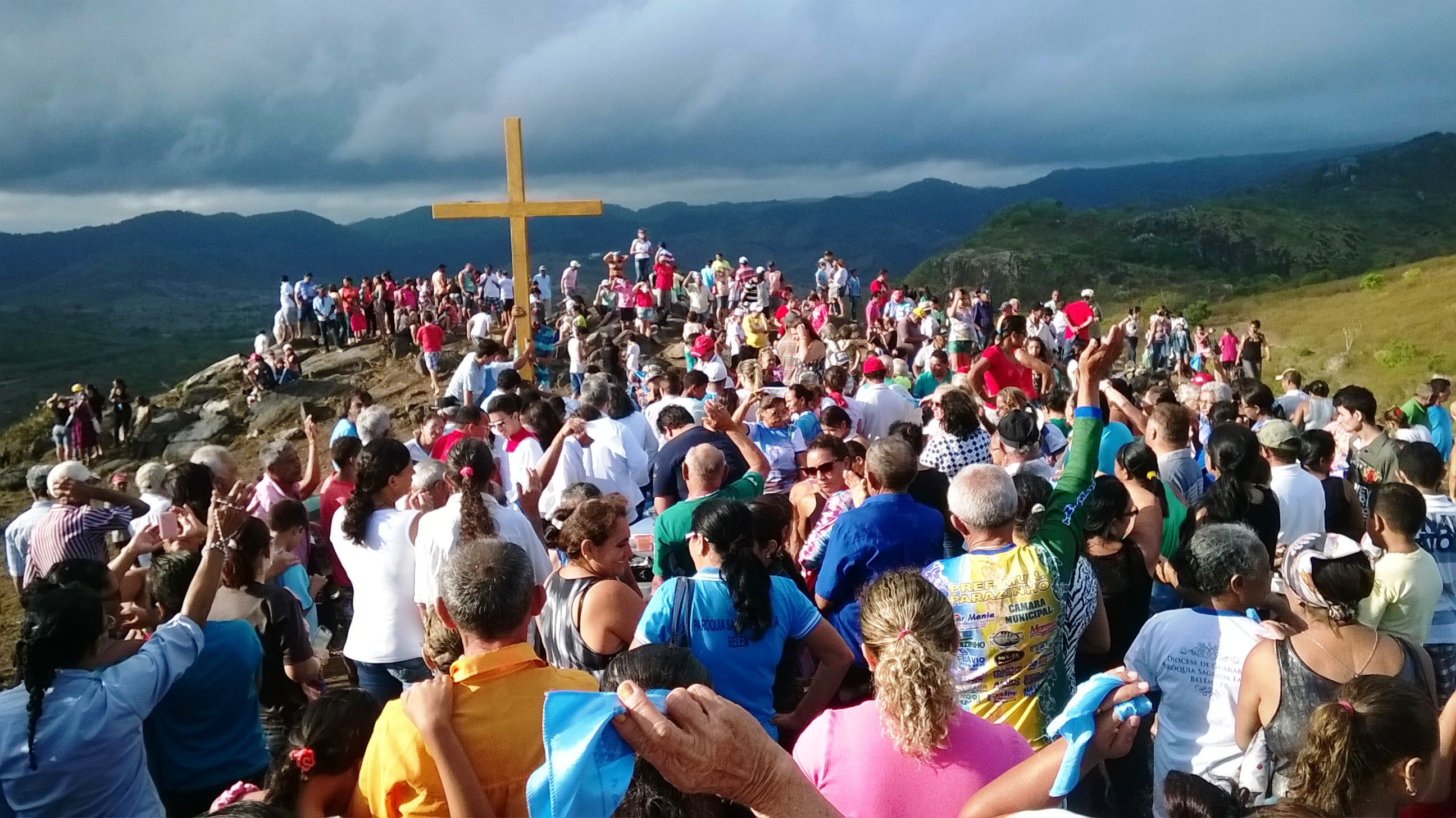
2ª romaria ao Santuário de Nossa Senhora da Conceição, na Pedra do Cordeiro, em Belém (Paraíba). E instalação do novo cruzeiro.

A primeira romaria aconteceu no dia 20 de abril de 2014, com a celebração da Missa, presidida pelo Padre Cícero Roberto de Araújo, no local de edificação do santuário. Dezenas de fieis católicos peregrinaram até o alto da colina para participar da celebração eucarística em ação de graças pelo início da construção do santuário católico. A celebração religiosa foi transmitida ao vivo pela rádio comunitária Rua Nova FM.
2ª Romaria
A segunda romaria foi realizada no dia 1 de fevereiro de 2015, com a participação de centenas de romeiros da cidade de Belém e municípios circunvizinhos. Na ocasião, foi celebrada a santa missa pelo Padre Cícero Roberto e instalado o novo cruzeiro que ficará ao lado do monumento a Nossa Senhora da Conceição.
3ª Romaria
Realizada no dia 20 de setembro de 2015, a terceira romaria ao Santuário Nossa Senhora da Conceição recebeu, novamente, grande número de católicos. A romaria também foi denominada de “1ª caminhada dos tijolos”, em referência à campanha de arrecadação de tijolos para a construção do santuário/monumento, e contou com a participação do bispo da Diocese de Guarabira, Dom Francisco de Assis Dantas de Lucena, o qual celebrou a Missa no local juntamente com o atual pároco de Belém, Padre Jardiel Sátiro, e o ex-administrador paroquial de Belém, Padre Marinaldo Flor.

### Mutirões e doação da Pedra do Cordeiro
Nos dias 01 e 22 de junho de 2014 a Paróquia Sagrada Família de Belém (Paraíba) organizou mutirões de limpeza com os fieis católicos na área do santuário em construção, avançando na preparação do terreno para o recebimento das obras e melhorando o acesso ao local.
Já no dia 20 de junho de 2014 foi oficializada a doação de um lote de terra com pouco mais de um hectare e meio, onde está situada a Pedra do Cordeiro, à Paróquia Sagrada Família de Belém para a construção do santuário mariano. O terreno foi doado pelo casal Valdemar Bezerra da Silva e Maria do Livramento Targino Bezerra.

## Aspectos geográficos

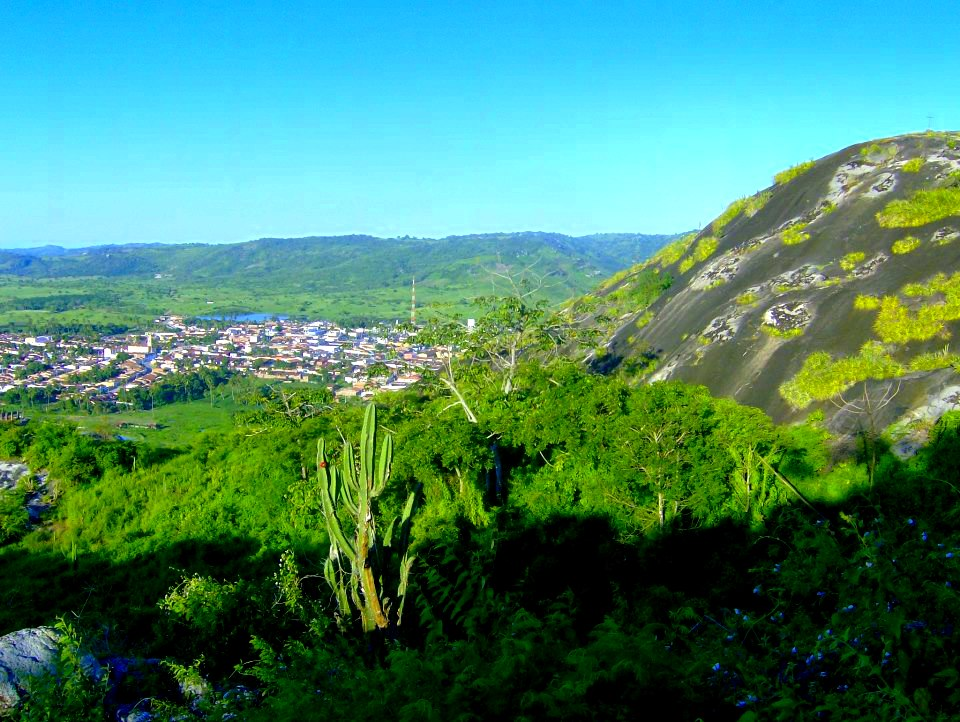
Vista parcial de Belém (PB) a partir da Pedra do Cordeiro.

### Relevo e vegetação
Situada no Piemonte da Borborema, a Pedra do Cordeiro, local onde está sendo construído o Santuário de Nossa Senhora da Conceição, é uma formação rochosa encravada numa pequena cadeia de montanhas de onde podem ser visualizadas, parcialmente, a cidade Belém, o distrito de Rua Nova e a cidade de Caiçara, no estado da Paraíba, além do Santuário Cruzeiro de Roma. Sua altitude está entorno de 240 m.
Por estar na região geográfica da Depressão Sublitorânea a vegetação é do tipo acaatingada, classificada como Agreste e originalmente constituída por uma mata caducifólia de transição, com espécies xerófilas da caatinga e algumas espécies da mata úmida, e ainda, com cobertura de gramíneas rasteiras e espécies arbóreas primitivas como o juazeiro.

### Ecoturismo
Os afloramentos rochosos na área do Santuário de Nossa Senhora da Conceição são um dos principais atrativos para a prática do ecoturismo, nas modalidades esportivas radicais como o rapel, a escalada, entre outros. A formação rochosa chamada “Pedra do Caixão” pelos praticantes de esportes de aventura, devido ao formato do paredão rochoso, localizado ao lado da Pedra do Cordeiro, é um dos locais mais utilizados pelos esportistas da região para a prática do rapel.

### Acesso ao santuário

Localização de Belém, no estado da Paraíba, na região Nordeste do Brasil.

O acesso ao santuário católico dar-se pela cidade de Belém (Paraíba), em direção a Igreja de Nossa Senhora da Conceição, através da Rua Deocleciano Guedes. Após passar por uma pequena ponte no riacho Picada, ao final da rua citada, o romeiro percorrerá um trajeto íngreme com cerca de um quilômetro até a chegada ao santuário.
Já o acesso ao município de Belém, pode ser feito através das rodovias estaduais PB-073, vindo da capital João Pessoa em direção à cidade de Guarabira, onde está localizado o Memorial Frei Damião, e pela PB-105, vindo da cidade de Campina Grande em direção à Microrregião do Brejo Paraibano, e ainda pela BR-101 e BR-230, acessando as duas rodovias estaduais citadas.
A cidade de Belém também está próxima à divisa interestadual da Paraíba com o Rio Grande do Norte, pelo município de Passa e Fica. Em relação à distância entre as principais cidades da região, Belém dista cerca de 120 km de João Pessoa, 95 km de Campina Grande, 140 km de Natal e 250 km de Recife.

## Curiosidades

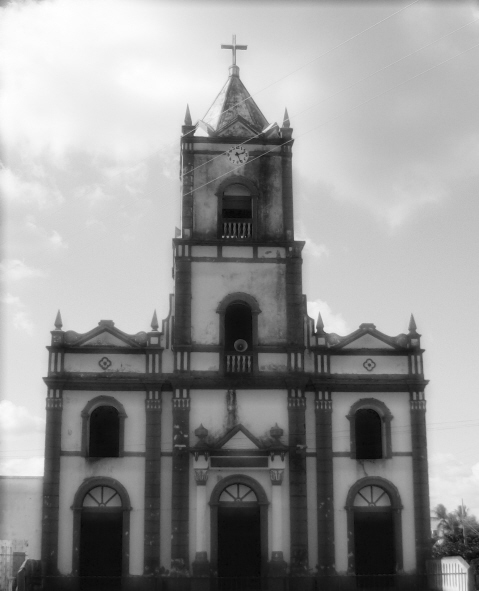
Igreja Nossa Senhora da Conceição, padroeira de Belém (Paraíba).

### Etimologia e religiosidade popular
A denominação "Pedra do Cordeiro" é derivada do sobrenome da família Cordeiro que possuía a propriedade rural onde está localizado esse grande afloramento rochoso.
Além da versão anterior, os moradores também aludiram a designação da formação rochosa à passagem bíblica na qual Jesus, o Cordeiro de Deus, curou dez leprosos, pois nos arredores da Pedra do Cordeiro, onde existem várias grutas, os portadores de hanseníase (lepra) se abrigavam até o final do século XIX, já que na época não existia cura para esta enfermidade e os doentes ficavam isolados nesses locais para não transmitirem a doença às outras pessoas. Muitos morriam lá mesmo, abandonados.

### Do Santuário à Igreja da Conceição
A Igreja Nossa Senhora da Conceição de Belém, na Paraíba, inaugurada oficialmente no ano de 1934, mas com a construção iniciada há mais de um século, no limiar da década de 1910, foi edificada através da intensa participação e devoção da comunidade católica que até então realizava as celebrações religiosas numa pequena capela de taipa construída desde a segunda metade do século XIX, e já dedicada a Nossa Senhora da Conceição, ao lado direito do atual templo de alvenaria.
Relatos antigos dão conta de vários mutirões empreendidos à época pelos fiéis católicos para o carregamento de rochas retiradas dos arredores do atual Santuário de Nossa Senhora da Conceição na Pedra do Cordeiro, as quais foram utilizadas para o alicerce do novo templo no início do século passado.

### Suposta aparição de Nossa Senhora
Segundo relatos de antigos moradores, numa das festas dedicadas à padroeira de Belém uma jovem teria visto a imagem de Nossa Senhora da Conceição, circundada por anjos, projetada em direção à Pedra do Cordeiro. Assustada, a jovem questionou às pessoas próximas se estariam vendo aquela imagem. Porém, só recebeu respostas contrárias, confirmando que apenas ela estaria contemplando aquela visão marcante em sua vida.

### Um cruzeiro pela paz
Na década de 1940, durante a Segunda Guerra Mundial, o Padre Moisés da Paróquia Nossa Senhora do Rosário, de Pirpirituba, ao realizar uma celebração religiosa em Belém, teria feito uma promessa pela qual, se a guerra terminasse, construiria um cruzeiro na Pedra do Cordeiro sob o título de Cruzeiro da Paz. Entretanto, o cruzeiro só viria a ser construído na década de 1960, mas em memória de um jovem da cidade de Belém vítima de atropelamento. Já a promessa do padre foi concretizada com a edificação de outro cruzeiro na Serra da Jurema, entre os municípios de Pirpirituba e Guarabira, no ano de 1945.

### Marcas indígenas e escravagistas
Na região do Santuário de Nossa Senhora da Conceição, na Pedra do Cordeiro, em Belém (Paraíba), ainda há evidências de pinturas rupestres deixadas pelos indígenas. Apesar de pouco visíveis devido à ação antrópica e a exposição às intempéries climáticas, é possível observar alguns traços avermelhados em abrigos rochosos, popularmente conhecidos como “locas”, na região do santuário.
Outro fato na historiografia local sobre a presença indígena na área do Santuário Nossa Senhora da Conceição em Belém (Paraíba) é o riacho chamado Picada - por onde se dá o principal acesso ao santuário -, que leva esse nome popular devido a uma antiga trilha dos índios Tapuias que se deslocavam da margem esquerda do rio Curimataú, provindos da Serra de Araruna e adjacências, a qual passava ao lado do riacho que é um dos afluentes do rio citado.
Além da presença indígena, nos arredores do santuário ainda existem marcas dos trabalhos realizados por negros escravizados nas fazendas circunvizinhas no período escravagista na região. Trata-se de ruínas de cercas de pedras construídas nas escarpas serranas ao lado da Pedra do Cordeiro.

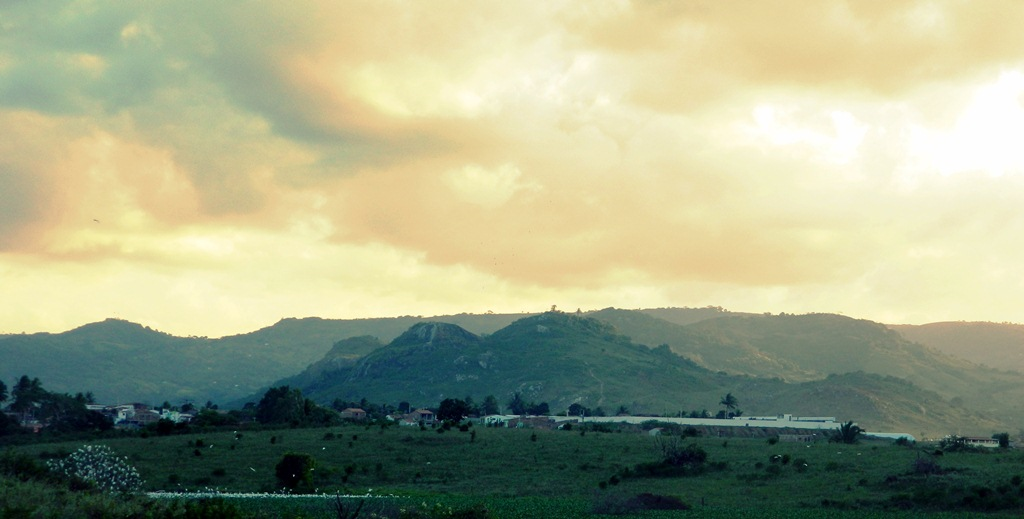
Vista da Pedra do Cordeiro, em Belém (Paraíba).

### A lenda dos leprosos e avistamento de OVNIS
Reza a lenda belenense, sobre a Pedra do Cordeiro, que moradores e andarilhos que passam pelo local ouvem vozes que seriam dos leprosos e dos “bexiguentos” que não conseguiram ficar curados das enfermidades, e foram abandonados nas grutas existentes nas cercanias, pedindo ajuda às pessoas que trafegam pela íngreme estrada que leva ao santuário, configurando o ambiente com aspectos sobrenaturais para a população local.
Desde a década de 1990, diversos relatos sobre aparições de objetos voadores não identificados (ovnis) são propagados por moradores locais que afirmam terem visto no céu objetos luminosos arredondados, em movimento espiral, na região da Pedra do Cordeiro, parte oeste da cidade de Belém, na Paraíba.

## Galeria de imagens

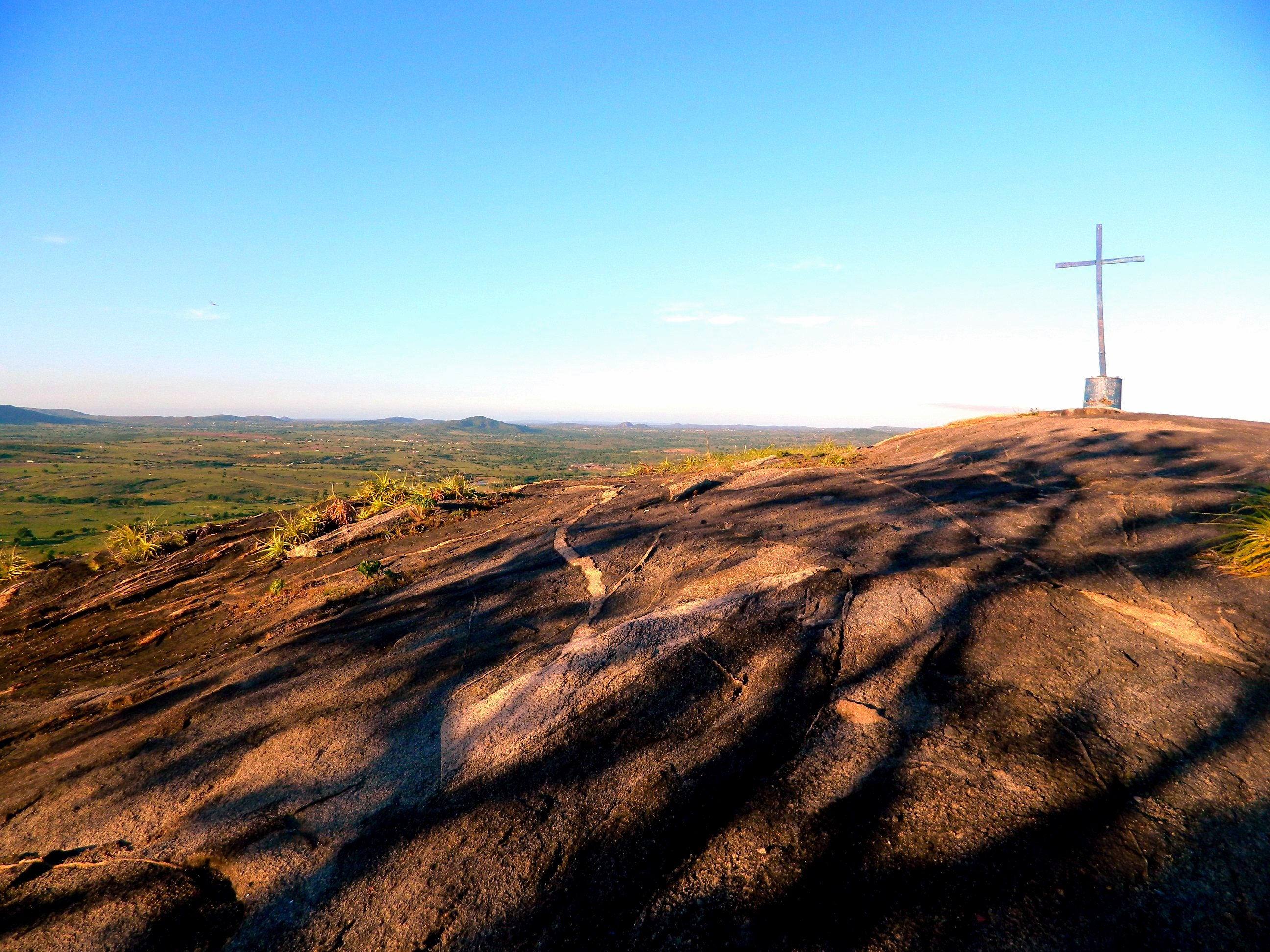
Cruzeiro na Pedra do Cordeiro em Belém (Paraíba).
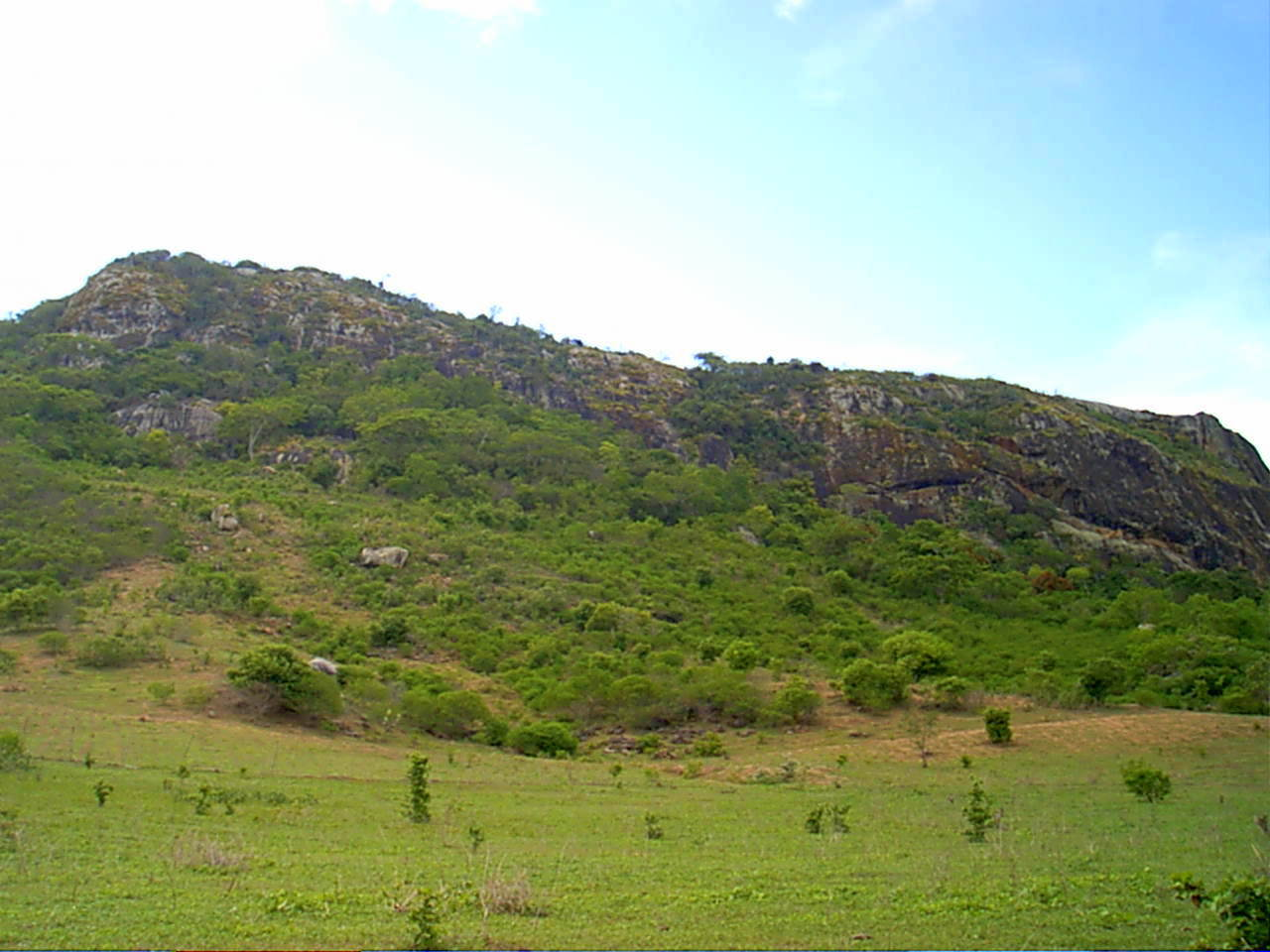
Afloramento rochoso utilizado para a prática de rapel, ao lado do Santuário N. Sra. da Conceição em Belém (Paraíba).
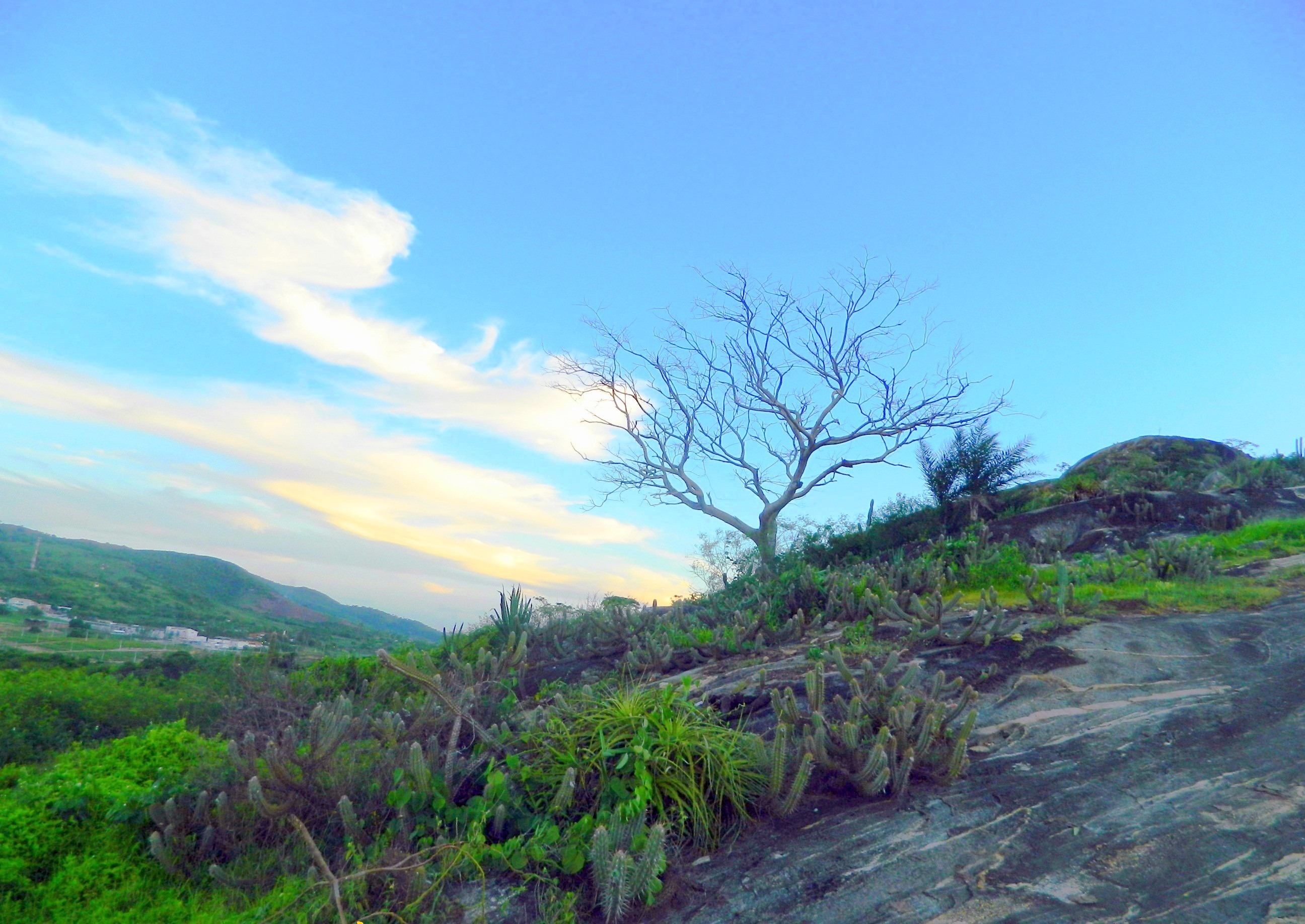
Vegetação na área do Santuário Nossa Senhora da Conceição, em Belém (Paraíba).